# Watlala
Los Watlala (también llamados indios Cascade)  son un grupo de nativos americanos que hablan chinookan.Habitaban en los prados de Sams Walker, cerca de Skamania, Washington, y en St. Cloud Ranch Day. Un letrero interpretativo en Sams Walker indica que los Watlala vivían en casas de tablones de cedro construidas bajo tierra. Otro informe indica que utilizaban ramas de sauce para construir estructuras temporales.
Los indios Cascades o Watlala eran una tribu que vivía a lo largo de las orillas del río Columbia, desde el río Hood en Oregón hasta las cercanías de la desembocadura del río Willamette en Portland. Se dedicaban a la pesca del salmón en las cascadas y rápidos del río Columbia, así como en otros ríos cercanos como el río Sandy y el río Washougal. Su entorno estaba marcado por los rápidos del río Columbia y las montañas Cascades, cubiertas de densos bosques de abetos. La tribu tenía una población estimada de 2,800 en 1805-06, que disminuyó a 80 en 1854 debido a una epidemia de influenza en 1829. Después de los tratados de 1855, fueron trasladados a la reserva india de Warm Springs, donde vivieron junto a otras tribus como los Wasco y los Tenino.

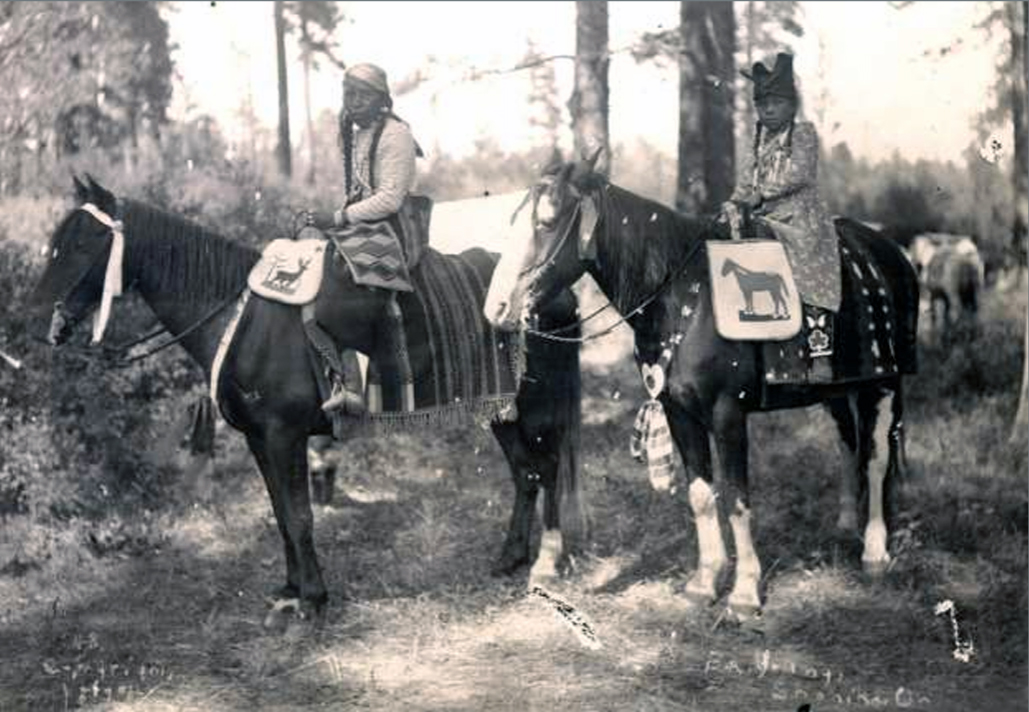
Mujeres Watlala a caballo 1902

También conocidos como los indios Cascade, eran una tribu chinookana que vivía en las Cascadas del río Columbia y el río Willamette en Oregón. Pescaban y cazaban animales en las Cascadas. En 1805-06, Lewis y Clark estimaron que su número era de alrededor de 2.800 y en 1870, junto con los Wasco, se estima que tenían una población de alrededor de 3.200. Dado que también había otras tribus que vivían en o cerca de las cascadas y la población era muy cambiante debido a que el lugar era un punto de pesca popular, era imposible identificarlos con certeza. Otros grupos conocidos, que podrían haber sido los Watlala o posteriormente haber sido incluidos bajo ese nombre, incluían a los Cathlakaheckit, Cathlathlala, Cathlayackty, Clahclellah, Katlagakya, Yehuh.
En 1829, los nativos americanos de la región sufrieron una epidemia llamada "fiebre del ague", de naturaleza desconocida, que mató en un solo verano aproximadamente cuatro quintos de la población. Pueblos enteros desaparecieron y los que quedaron se consolidaron. Después de la epidemia, los Watlala parecen haber sido la única tribu que quedaba, los restos de las demás probablemente se unieron bajo ese nombre, aunque comúnmente se les llamaba indios Cascade por los blancos. En 1854 se informó que su número era de solo 80 personas, y en 1855 se unieron al Tratado de los Wasco bajo el nombre de la "banda Ki-gal-twal-la de los Wasco" y la "banda Dog River de los Wasco", y fueron trasladados a la Reserva de Warm Springs en Oregón. Después de eso, dejaron de ser contados por separado y se cree que aquellos que no se unieron a los Wasco se unieron a la tribu Wishram.